# Љиљана Чолић
Љиљана Чолић (Земун, 1956) српска је универзитетска професорка и политичарка.

## Биографија
Она предаје оријенталистику на Филолошком факултету у Београду. Бивша је министарка просвете Републике Србије.
Љиљана Чолић докторирала је на Филолошком факултету 1994. година на тему Оријенталистичко дело Глише Елезовића.
На дужност министра је, као кадар Демократске странке Србије, ступила 3. марта 2004. године. Поднела је оставку 16. септембра исте године, након огромног притиска јавности јер је наредила да се из уџбеника за биологију избаци теорија еволуције.

## Одабрана дела
- O parlamentarnoj diplomatiji kroz lično iskustvo. - Beograd: MST Gajić, (. 2006.  978-86-83643-50-9.).  135285004
- Османска дипломатика са палеографијом. - Београд : Завод за уџбенике и наставна средства. 2005.  978-86-17-12889-8.  121772556
- Глигорије Елезовић : просветитељ на размеђи цивилизација. - Приштина : Институт за српску културу : Народна и универзитетска библиотека, 1999.  151022855
- Пећка патријаршија под управом патријарха Гаврила Другог (Трећег) : (1753-1755). - Крагујевац : Каленић, 1998.  17841167 и  61193228
- Турски документи за историју Српске православне цркве : фонд Глише Елезовића. - Приштина : Архив Косова и Метохије, 1996.  107571463
- Orijentalističko delo Gliše Elezovića. - Beograd : Istorijski institut Srpske akademije nauka i umetnosti; Priština : Novi svet, (. 1996.  978-86-7743-006-1.)  119361287
- Derviški redovi muslimanski : tekije u Skoplju. - Beograd : Filološki fakultet, (. 1995.  978-86-80267-10-4.)  102183687
- Orijentalističko delo Gliše Elezovića : doktorska disertacija. - Beograd : [Lj. Čolić], 1994.  18230543